# Droisy (Eure)
Droisy è un comune francese di 413 abitanti situato nel dipartimento dell'Eure nella regione della Normandia.

## Società

### Evoluzione demografica
Abitanti censiti